# Serranía de Perijá
Serranía de Perijá (Serranía del Perijá, Sierra de Perijá, Serranía de los Motilones) – pasmo górskie w Andach Północnych, na granicy Kolumbii i Wenezueli, północne przedłużenie Kordyliery Wschodniej. 
Rozciąga się na długości ok. 300 km. Najwyższy szczyt, Cerro Tutari, osiąga 3750 m n.p.m. Pasmo składa się z kilku masywów górskich i zbudowane jest ze skał metamorficznych i osadowych. Zbocza porastają wiecznie zielone lasy równikowe. Występują liczne jaskinie i zjawiska krasowe.
Na wschodnich zboczach pasma, w Kolumbii, znajduje się Park Narodowy Catatumbo Bari, a w Wenezueli – Park Narodowy Sierra de Perijá.